# 枕边禁书
《枕边禁书》（英語：The Pillow Book）是一部1996年首映的英語電影，由英國、法國、荷蘭及盧森堡合製，鄔君梅及伊万·迈克格雷戈等主演。電影原名即清少納言的枕草子之英文譯名。
故事以復仇為主題，講述女主角諾子（鄔君梅飾演）怎樣透過書法找出她的殺父仇人並報仇雪恨。

## 劇情大綱
諾子的父親是一位書法家，後來被人殺害。她得知殺父仇人是一名書法愛好者，於是將自己的身體當作紙張，不斷找人在她的身體各部份寫上不同的作品，然後拓印給仇人。到最後，她甚至親身找那人，並讓他為藝術而結束了自己的性命。

## 外部連結
- 互联网电影数据库（IMDb）上《枕边禁书》的资料（英文）
- AllMovie上《枕边禁书》的资料（英文）

1. ↑  【懷舊廣告】1997年 民國86年 華視 《紅色炸彈:今夜辦喜事》 所播出的一小段電視廣告7:24處